# Ка-52
Ка-52 (Hokum B за класифікацією НАТО, також відомий як «Алігатор») — російський бойовий вертоліт, командирська машина армійської авіації, здійснює розвідку місцевості, цілевказівки та координацію дій групи бойових вертольотів. Машина здатна вражати броньовану і неброньовану техніку, живу силу і повітряні цілі на полі бою. Є продовженням розвитку моделі Ка-50 «Чорна акула».

## Історія створення
Перший льотний прототип вертольота Ка-52, який отримав бортовий № 061, був переобладнаний до початку листопада 1996 з серійного Ка-50 (11-й льотний екземпляр, який раніше носив бортовий № 021).
27 червня 2008 року в Арсеньєві (Приморський край) на аеродромі авіазаводу «Прогрес» відбувся перший випробувальний політ першого Ка-52 з дослідної партії.

## Історія виробництва
Виробництво першого фюзеляжу Ka-52 розпочалося в середині 1996 року. 29 жовтня 2008 року на заводі «Прогрес» розпочалося малосерійне виробництво «Алігаторів». В рамках програми державного обороного замволення російська армія до 2020 року отримає 140 вертольотів Ка-52.

### Ка-52М

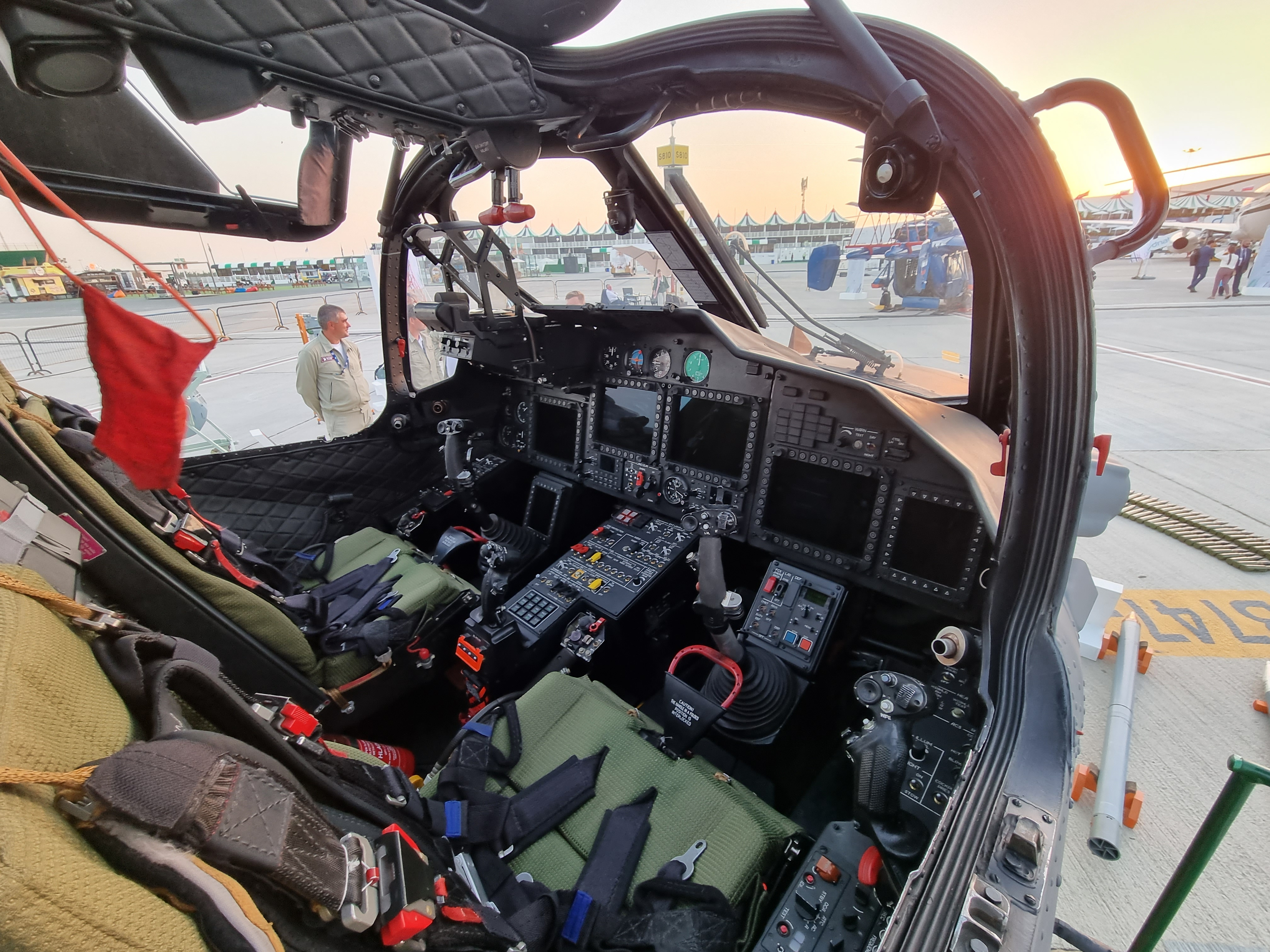
Кабіна Ка-52М, авіашоу в Дубаї 2021 рік

У квітні 2019 року «Камов» отримав замовлення від російського міністерства оборони на створення модернізованої версії вертольота за програмою «Авангард-4» (водночас програма модернізації Мі-28НМ отримала кодове ім'я «Авангард-3»). Оскільки власне самі роботи були розпочаті раніше, то на той момент нова модифікація вже була майже повністю готова.
Перший модернізований борт Ка-52М (заводське позначення «Изделие 800.50») здійснив перший політ в серпні 2020 року, а широкій публіці представлений на авіасалоні МАКС-2021 в липні та на виставці «Армия-2021» у серпні 2021 року.
Модернізація торкнулась низки складових. Зокрема, нова модифікація отримала модернізовану електрооптичну станцію розвідки та наведення ГОЕС-451М, бортовий комплекс зв'язку БКС-50М, та систему управління озброєнням СУО-806ПМ з можливістю застосування нових типів озброєнь, зокрема: керованої ракети «Виріб 305» (також відомої як ЛМУР).
Модернізована система обігріву лопатей розширила робочий діапазон температур, особливо для умов Арктики. Кабіна стала ергономічнішою та зручнішою для роботи в окулярах нічного бачення, шасі стали витривалішими.
Зміни торкнулись і системи самооборони: вертоліт отримав модернізовані системи виявлення та ідентифікації зенітних ракет Л418-2 та постановки завад Л418-5.
Імовірно, була замінена стара РЛС «Арбалет-52» на новішу, з фазованою антенною решіткою, яка б давала можливість ефективно застосовувати й нові ракети.
Ka-52M адаптовано для роботи в новій системі командування та управління на полі бою. Російська армія отримала свої перші 10 модифікованих вертольотів Ka-52M 9 січня 2023 року. Державне оборонне замовлення на гелікоптери було подвоєно у 2023 році.

## Озброєння

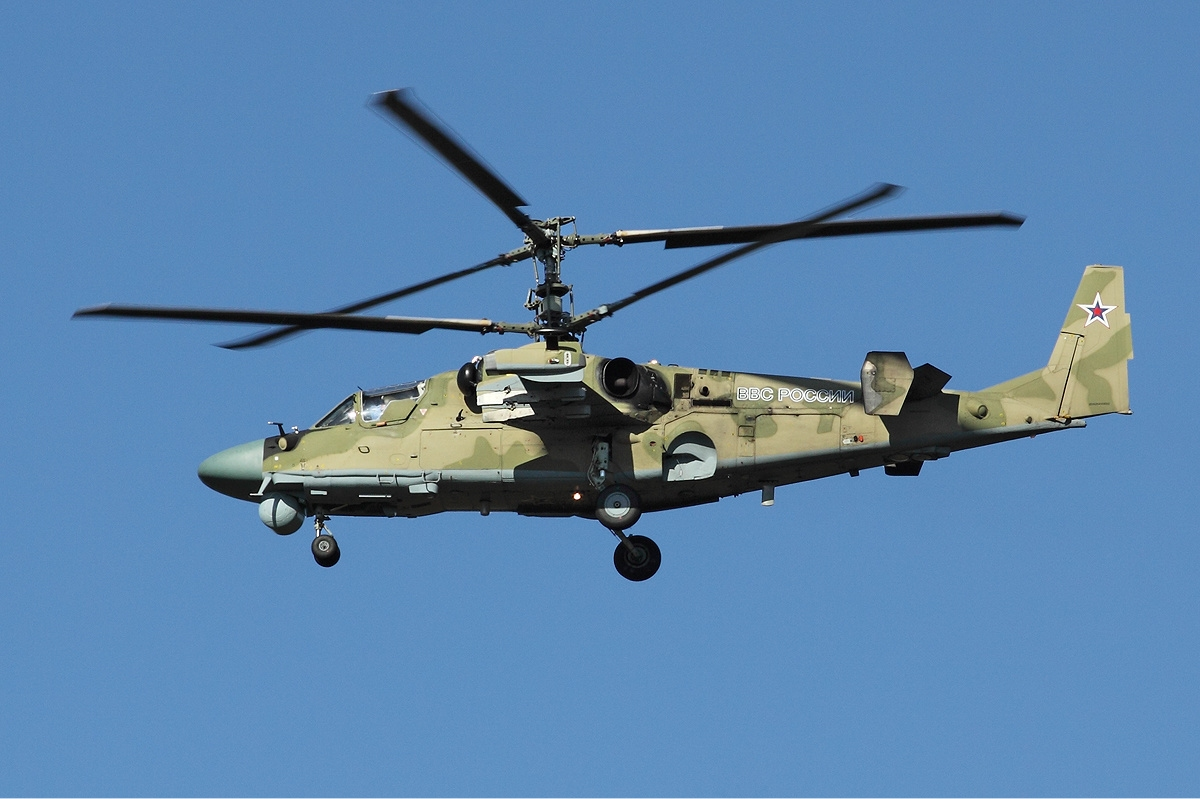
Ка-52 в польоті, осінь 2011 року.

Зберігши всю номенклатуру озброєння одномісного вертольота (рухома гарматна установка з гарматою 2А42 калібру 30 мм і боєкомплектом 460 снарядів, ПТКР «Вихрь» із лазерною променевою системою наведення, блоки калібру 80 мм, авіабомби, гарматні контейнери та іншу зброю загальною масою до 2000 кг. Ка-52 може додатково брати на борт керовані ракети класу «повітря — повітря» ближнього бою Р-73 та «Ігла-В», а також некеровані ракети «повітря — поверхня».
Ка-52 обладнаний радарною системою «Арбалет». Має броньовану капсулу для екіпажу. Катапультування капсули можливе на висотах від 0 до 4100 м. Ведення вогню і керування (в тому числі одночасне) може здійснювати будь-який із пілотів.

## Тактико-технічні характеристики
Джерела даних: сайти виробника, Federation of American Scientists

### Технічні характеристики

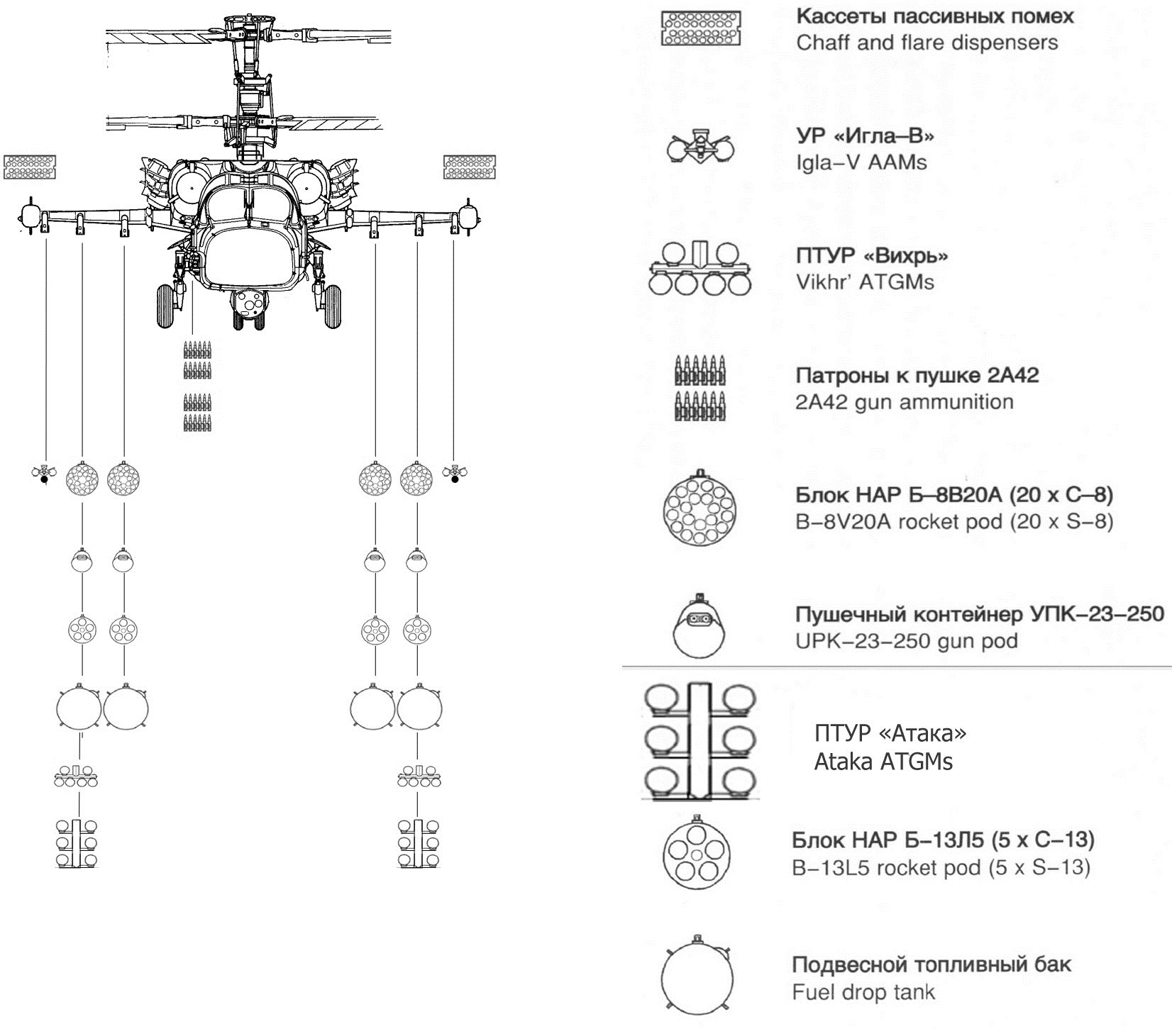
Схема озброєння Ка-52

- Екіпаж: 2, пілот та штурман-оператор
- Довжина: 16 м
- Довжина фюзеляжу: 14,2 м
- Діаметр несучого гвинта: 14,5 м
- Розмах крила: 7,3 м
- Висота: 5 м
- Максимальна злітна маса: 10 800 кг
- Маса палива у внутрішніх баках: 1487 кг (1732 кг у 4×500-л ППБ)
- Силова установка: 2 × ТВаД ВК-2500
- Потужність двигунів: 2 × 2400 к. с. (на злітному режимі)
  - у надзвичайному режимі: 2 × 2700 к. с.
  - у крейсерському режимі: 2 × 1750 к. с.

### Льотні характеристики
- Максимально допустима швидкість: 310 км/год
- Максимальна швидкість: 300 км/год
- Крейсерська швидкість: 260 км/год
- Практична дальність: 460 км
- Перегінний радіус: 1110 км
- Статична стеля: 4 000 м
- Динамічна стеля: 5 500 м
- Швидкопідйомність: 15 м/с MCA (H=0)
- Максимальне експлуатаційне перевантаження: +3,5 g

### Озброєння
- Стрілецько-гарматне:
  - 1 × 30-мм гармата 2А42 у вбудованій установці НППУ-80 (боєзапас — 460 пострілів 30 × 165 мм; селективне боєживлення, змінний темп стрільби)
  - 2 × 23-мм 2-ствольних гармати ГШ-23Л у підвісних контейнерах КПК-23-250 (боєзапас — 2×250 пострілів 23 × 115 мм)
- Точки підвісу: 6 (4 на гелікоптерах передсерійних та перших 3-х серійних партій)
- Бойове навантаження:
  - 2000 кг (варіант з 4 точками підвісу)
  - 2800 кг (варіант з 6 точками підвісу)
- Керовані ракети:
  - ЛБКР «Виріб 305» (для Ка-52М, максимальна дальність 14,5 км)
  - 2 × 6 ПТКР 9М120-1 «Атака» (ПТРК 9К113У «Штурм-ВУ»: максимальна дальність 6 км; лазерна система наведення, напівавтоматична багатоканальна)
або
2 × 6 ПТРК 9А4172К «Вихор-1» на пускових установках УПП-800 (ПТРК 9К121М «Вихор-М»: максимальна дальність 10 км)
  - 2 × 2 КР 9М39 «Ігла-В» на пускових пристроях АПУСУВ И-В
або
2 × 2 КР 9М342 «Ігла-С» на комплекті апаратури та пускових модулів 9С846 «Стрілець»
- Некеровані ракети:
  - 4 × 5 — 122-мм НАР С-13 у блоках Б-13Л5
або
4 × 20 — 80-мм НАР С-8 у блоках Б-8В20А
- Бомби:
  - 4 авіабомби масою до 500 кг кожна

## Бойове застосування

### Громадянська війна в Сирії
Вертольоти Ka-52 були помічені під час розгортання на підтримку російської військової інтервенції в громадянській війні в Сирії у 2015 році. Різні джерела стверджують, що вони були задіяні в обороні російської бази в Латакії, забезпечували супровід пошуково-рятувальних вертольотів і підтримували російські спецпідрозділи.
5 травня 2018 року один Ka-52 зазнав аварії поблизу Маядіна через технічну несправність, обидва пілоти загинули.

### Російсько-українська війна (2014—2022)

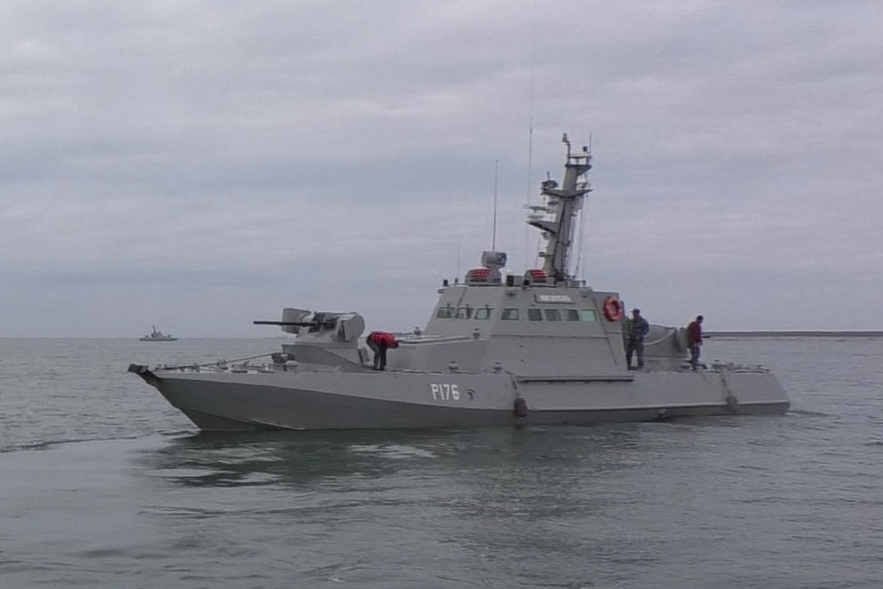
МБАК «Нікополь», до захоплення якого був залучений російський Ка-52

25 листопада 2018 року МБАКи «Бердянськ», «Нікополь» та рейдовий буксир «Яни Капу» здійснювали плановий перехід із порту Одеси до порту Маріуполь Азовського моря. Буксир «Яни Капу» зазнав тарану з боку російського прикордонного корабля «Дон».
Близько 20:10 за київським часом катери були атаковані ЗС та ФСБ РФ під час відходу на місце базування. Катери зазнали вогневого ураження та втратили можливість самостійно продовжувати рух. У результаті, близько 20:50 за київським часом, катери разом з екіпажем були захоплені спецпідрозділами ФСБ Росії.
За офіційними російськими даними, до атаки на українські катери були залучені вертольоти Ка-52. Так, гелікоптер Ка-52 здійснив переслідування та в нейтральних водах зупинив малий броньований артилерійський катер «Нікополь», до якого підійшов малий протичовновий корабель Чорноморського флоту РФ «Суздалец». Перед тим із вертольота було випущено по українських кораблях дві некеровані ракети. Окрім вертольотів, до атаки з повітря був залучений винищувач Су-30.

### Російсько-українська війна (з 2022)
На думку видання Defense Express бойове застосування вертольотів Ка-52 в умовах російської навали проти України висвітлило низку істотних вад та недоліків як у його конструкції, так і наявному озброєнні. Зокрема, як показали самі ж російські пропагандисти, вертоліт має низку незахищених місць в бічних та лобовій проєкціях, через що може бути виведений з ладу звичайними гвинтівковими набоями.
При зависанні відбувається помітна вібрація крил, на яких підвішено озброєння, відсутність сучасної високоточної зброї примушує пілотів запускати НУРСи з кабрирування (так званий «танок страху»), коли задля збільшення дальності пуск ракет відбувається із задиранням носа вгору. Хоча завдяки балістичній траєкторії дальність польоту ракет зростає, про прицільний вогонь уже не йдеться.
На думку опитаних виданням The Drive фахівців, вібрація крил можливо посилилась та стала помітна через велике бойове навантаження, з яким вертольоти не були раніше показані на відео. Такі коливання можуть скорочувати термін придатності високоточного озброєння, заважати роботі датчиків на крилах та перешкоджати точності наведення ракет, послаблювати сам вертоліт.
Та попри те, особливості конструкції вертольотів цього типу дали й певні переваги в живучості: в червні 2023 року було поширено відео польоту підбитого Ка-52 з сильно пошкодженим хвостом, що було б неможливим для вертольота традиційної схеми.
Вертольоти цього типу неодноразово збивали із протитанкових ракетних комплексів. Так, перший випадок стався 5 квітня 2022 року, коли військовослужбовці 95-ї ОДШБр пуском протитанкової ракети «Стугна-П» знищили Ка-52 російських загарбників в повітрі, а 3 липня 2023 року пресслужба 36 ОБрМП повідомила, що бійцями бригади було знищено російський ударний вертоліт Ка-52 на Бердянському напрямку із застосуванням ПТРК «Javelin».
14 вересня 2022 року російське МО поширило допис та відео начебто знищення українського морського десанту, що намагався висадитись в окупованому місті Енергодар. Пара російських Ка-52 двома керованими ракетами «Вихрь» з великої відстані знищили баржу, якою український десант намагався дістатись захопленого берега. Та детальний перегляд оприлюдненого відео показав, що російські пілоти насправді стріляли по бетонній опорі (47°30′58″ пн. ш. 34°22′53″ сх. д. / 47.51611° пн. ш. 34.38139° сх. д.) моста Нікополь — Кам'янка-Дніпровська через Дніпро, який почали будувати навесні 1943 року й проіснував до 1944 року.
Та попри все, протягом року російським військовим вдалось адаптувати тактику застосування вертольотів й перед початком контрнаступу в червні 2023 року до аеропорту «Бердянськ» було перекинуто додаткові 20 вертольотів, серед них — п'ять Ка-52.
Ці вертольоти з надмалої висоти та з похилої відстані трохи більше ніж 8 км завдавали ударів по передовим підрозділам українських військ протитанковими керованими ракетами «Вихрь». Завдяки тепловізійному прицілу вони мали можливість діяти вночі.
Відстань 8 км виводить вертоліт за межі зони ураження засобів ППО малого радіуса дії (ПЗРК та похідні), а роботу засобів протиповітряної оборони середнього радіуса дії російські військові на той час вже навчились придушувати.
Російські ПКС застосовували Ка-52 під час придушення заколоту «Вагнерівців». Зокрема, нафтобаза у Воронежі була уражена, імовірно, вертольотом цього типу.
17 жовтня 2023 року, вночі, силами оборони України був завданий удар ракетами M39 комплексу ATACMS з касетними бойовими елементами M74 по аеродромах у Бердянську та в Луганську. 21 жовтня OSINT-група Oryx підрахувала, що ударами ЗСУ по аеродромах Бердянську та Луганську було знищено сім гелікоптерів Ка-52 та два Мі-8. А також пошкоджено — вісім Ка-52 та сім Мі-8.
Якщо такі оцінки коректні, то цим ракетним ударом було знищено 11,5 % російського флоту Ка-52 станом на початок вторгнення. Таким чином, на той час сукупно РФ втратила до 59 вертольотів Ка-52 або майже 44 % від початкової кількості. Однак, виробництво гелікоптерів цього типу тривало й було дещо розширено. Російські повітряні сили могли компенсувати втрати 30 бортами за 2022 та 2023 роки.
Нідерландське незалежне видання Oryx підтверджує втрату 55 гелікоптерів, з яких:
- 54 знищено;
- 13 пошкоджено;
- 1 пошкоджено і захоплено.

## Аварії та катастрофи
- 29 жовтня 2013 вертоліт Ка-52 (б/н 52) зазнав аварії на території Льотно-випробувального комплексу «Камов» (м. Москва). Два пілоти були госпіталізовані з травмами й опіками. Гелікоптер, що розбився, пілотувався заводським екіпажем, здійснюючи випробувальний політ за програмою оснащення вертольотоносців «Містраль».

- 16 вересня 2017 року під час військових навчань «Захід-2017» у Ленінградській області у російського гелікоптера Ка-52 при заході на бойовий курс відбувся самовільний пуск трьох некерованих авіаційних ракет С-8. Випущені ракети розірвалися безпосередньо біля глядачів — військових аташе, спеціалістів військово-промислового комплексу і журналістів. Вибухом і уламками було поранено три особи. Також пошкоджено дві військові вантажівки, одна з яких — машина управління БЛА комплексу РБ-341В «Леєр-3»[26][27]. За непідтвердженими даними, після повернення на базу в Пушкін з гелікоптера був здійснений незапланований постріл із 30-мм гармати по складу. Один із техніків, які проводили огляд машини, натиснув на спусковий гачок не переконавшись, як того вимагають настанови, що гармата не заряджена[28].

- 6[29] або 7 травня 2018 року в Сирії ПКС Росії втратили гелікоптер Ка-52 — обидва льотчики загинули[30].
- 1 вересня 2023 року розбився в Азовському морі[31].

### Знищені під час російсько-української війни
| №  | Дата                     | Місце                                              | Коментар |
| -- | ------------------------ | -------------------------------------------------- | --- |
| 1  | 24 лютого 2022           | Збито над Межигір'ям                               | Повідомив Центр стратегічних комунікацій та інформаційної безпеки. 2 квітня до цього вертольота дісталися бійці Сил спеціальних операцій Збройних Сил України. Звільнення Київської області від російських окупаційних сил дозволить перевезти захоплений російський вертоліт Ка-52 в інше місце. Слід зазначити, що ззовні літальний апарат майже не зазнав ушкоджень                                      |
| 2  | 24 лютого 2022           | Аеропорт «Антонов» (Гостомель, Київська обл.)      | Збитий з ПЗРК, здійснив аварійну посадку |
| 3  | 24 лютого 2022           | поряд з Вишгородом, Київська обл.                  | Гелікоптер впав у воду, обидва льотчики катапультувалися |
| 4  | ? лютого 2022            | Аеропорт «Антонов» (Гостомель, Київська обл.)      | Бортовий номер RF-91122 22 «жовтий», знищений на аеродромі |
| 5  | 1 березня 2022           | Бабинці, Бучанський район Київської області        | Бортовий номер RF-90304 14 «синій», збитий, ймовірно, з ПЗРК |
| 6  | 8 березня 2022           | Ростовська область                                 | Розбився разом із льотчиками на маршруті Таганрог — Зерноград |
| 7  | 12 березня 2022          | У районі Скадовська Херсонської області            | Гвинтокрил КА-52 бортовий номер RF-13409. Пілот згорів живцем. |
| 8  | 16 березня 2022          | Біля міста Миколаєва                               | Бортовий номер RF-13411, впав у районі Вознесенська |
| 9  | 19 березня 2022          | Київська область                                   | Збито відразу два вертольоти Ка-52 російських загарбників: один над Київщиною за допомогою ПЗРК «Стінгер», другий — над Запорізькою областю[джерело?]. |
| 10 | 19 березня 2022          | Запорізька область                                 | Збито відразу два вертольоти Ка-52 російських загарбників: один над Київщиною за допомогою ПЗРК «Стінгер», другий — над Запорізькою областю[джерело?]. |
| 11 | 29 березня 2022          | У Харківській області                              | Стрілець-зенітник підрозділу протиповітряної оборони однієї з військових частин Десантно-штурмових військ ЗС України солдат Віталій К. знищив бойовий вертоліт ЗС РФ Ка-52. |
| 12 | 5 квітня 2022            | Потребує уточнення                                 | Військовослужбовцями 95-ї ОДШБр майстерним пуском протитанкової ракети «Стугна-П» було знищено ударний вертоліт Ка-52 російських загарбників в повітрі. Убилися обидва льотчики. Перед тим з ПТРК «Корсар» було знищено російський Мі-8. Цей вертоліт завис в повітрі на невеликій висоті, імовірно, через застосування керованих ракет 9К121 «Вихрь», які вимагають після пуску залишати ціль у полі зору. |
| 13 | 14 або 15 квітня 2022    | Харківська область                                 | Вертоліт знищили військовослужбовці механізованої бригади «Холодний Яр» з ПЗРК «Ігла», убиті обидва льотчики |
| 14 | 21 квітня 2022           | смт Павлівка (Луганщина)                           | Збитий з ПЗРК «Ігла» |
| 15 | 30 квітня 2022           | Потребує уточнення                                 | Знищений із ПТРК «Стугна» |
| 16 | 1 травня 2022            | Потребує уточнення                                 | Першого травня було поширене відео іще одного успішного застосування ПТРК «Стугна-П» по завислому Ка-52. Тут так само не спрацював комплекс оборони вертольота «Витебск», який нібито дає максимальний захист від всіх можливих ракетних загроз. Включно із детекцією лазерного опромінювання. |
| 17 | 10 травня 2022           | У районі міста Привілля Луганської обл.            | |
| 18 | 11 травня 2022           | У Харківській області                              | Військовослужбовці 95-ї бригади ДШВ ЗС України збили ще один російський розвідувально-ударний вертоліт Ка-52 «Алігатор» із ПЗРК Piorun. |
| 19 | 12 травня 2022           | У районі м. Привілля Луганської обл.               | 81-ша бригада, ПЗРК «Стінгер». |
| 20 | 15 травня 2022           | У районі с. Єгорівка Донецької обл.                | 53-тя бригада, ЗРК «Ігла». |
| 21 | 26 травня 2022           | У районі с. Новоселівка Друга Донецької обл.       | Військовослужбовцями 110-ї окремої мотопіхотної бригади ЗСУ з ПЗРК «Стінгер» збитий Ка-52. |
| 22 | 27 травня 2022           | У районі міста Ізюм на Харківщині                  | Воїни 95-ї окремої десантно-штурмової бригади з ПЗРК «Piorun» знищили російський гелікоптер Ка-52. |
| 23 | 31 травня 2022           | Потребує уточнення                                 | Військові 93-ї ОМБр «Холодний Яр» збили російський гелікоптер Ка-52 за допомогою ПЗРК «Ігла». |
| 24 | 4 червня 2022            | У районі с. Яковлівка Бахмутського району          | З ПЗРК «Ігла» підрозділами 128-ї ОГШБр. |
| 25 | 5 червня 2022            | У районі смт Новоселівка Лиманської МТГ            | З ПЗРК «Ігла» підрозділами 25-ї ПДШБр. |
| 26 | 13 червня 2022           | На Ізюмському напрямку                             | Зенітний ракетний дивізіон 93 ОМБр Холодний Яр знищив бойовий вертоліт Ка-52 російських загарбників. Вертоліт впав на тимчасово захоплену територію між населеними пунктами Сулигівка та Довгеньке. |
| 27 | 27 червня 2022           | Потребує уточнення                                 | Воїнами 95-ї ОДШБр знешкоджено російський Ка-52 ракетою з ПЗРК LMM Martlet. |
| 28 | 25 липня 2022            | Потребує уточнення                                 | Воїнами 25-ї ОПДБр знешкоджено російський Ка-52 ракетою з ПЗРК «Ігла». |
| 29 | 26 липня 2022            | Херсонська область                                 | За даними ОК «Південь» дружнім вогнем російської ППО знищений один Ка-52 після того, як його ланка помилково завдала удару по російським же підрозділам у районі Ольгине. |
| 30 | 13 та 14 серпня 2022     | Потребує уточнення                                 | У неділю 14 серпня пресслужба ООС повідомила, що «Підрозділи зенітно-ракетних військ оперативно — стратегічного угруповання військ „Хортиця“ сумлінно виконують обов'язки і в вихідні дні, як результат, за суботу та неділю — два знищених вертольоти вогневої підтримки Ка-52». Жодних додаткових подробиць повідомлено не було.                                                                          |
| 31 | 13 та 14 серпня 2022     | Потребує уточнення                                 | У неділю 14 серпня пресслужба ООС повідомила, що «Підрозділи зенітно-ракетних військ оперативно — стратегічного угруповання військ „Хортиця“ сумлінно виконують обов'язки і в вихідні дні, як результат, за суботу та неділю — два знищених вертольоти вогневої підтримки Ка-52». Жодних додаткових подробиць повідомлено не було.                                                                          |
| 32 | 15 серпня 2022           | Донецька область                                   | Ворожий ударний гелікоптер Ка-52 російських окупаційних військ було збито на Донеччині, близько 8:00, підрозділом зенітних ракетних військ Повітряних Сил України. |
| 33 | 23 серпня 2022           | Схід України                                       | У День Державного Прапора України підрозділи зенітно-ракетних військ Сил оборони сходу знищили вертоліт Ка-52. |
| 34 | 10 вересня 2022          | Потребує уточнення                                 | За даними ГШ ЗСУ. |
| 35 | 17 вересня 2022          | Потребує уточнення                                 | Вертоліт Ка-52 знищений зенітним ракетним підрозділом Повітряних Сил ЗСУ. |
| 36 | 30 вересня 2022          | Бериславський район Херсонської області            | Один вертоліт збитий підрозділами ППО ОК «Південь». |
| 37 | 2 жовтня 2022            | Бериславський район Херсонської області            | Один вертоліт збитий підрозділами ППО ОК «Південь». |
| 38 | 3 жовтня 2022 (уточнити) | Запорізький напрямок                               | Тактична група Центру спеціальних операцій «А» СБУ на передових позиціях збила з ПЗРК один із трьох вертольотів авіагрупи противника. |
| 39 | 7 жовтня 2022            | Південь України                                    | Близько 8:00 зенітний ракетний підрозділ ПвК «Центр» знищив ударний вертоліт Ка-52 «Алігатор». |
| 40 | 12 жовтня 2022           | Південь України                                    | У період часу 8:40-8:58 зенітними ракетними підрозділами Повітряних Сил знищено 5 ударних вертольотів Ка-52 противника. |
| 41 | 12 жовтня 2022           | Південь України                                    | У період часу 8:40-8:58 зенітними ракетними підрозділами Повітряних Сил знищено 5 ударних вертольотів Ка-52 противника. |
| 42 | 12 жовтня 2022           | Південь України                                    | У період часу 8:40-8:58 зенітними ракетними підрозділами Повітряних Сил знищено 5 ударних вертольотів Ка-52 противника. |
| 43 | 12 жовтня 2022           | Південь України                                    | У період часу 8:40-8:58 зенітними ракетними підрозділами Повітряних Сил знищено 5 ударних вертольотів Ка-52 противника. |
| 44 | 12 жовтня 2022           | Південь України                                    | У період часу 8:40-8:58 зенітними ракетними підрозділами Повітряних Сил знищено 5 ударних вертольотів Ка-52 противника. |
| 45 | 14 жовтня 2022           | Південь України                                    | Зенітний ракетний підрозділ ПвК «Центр» (виконує бойові завдання в оперативному підпорядкуванні повітряного з'єднання «Південь») знищив вертоліт Ка-52 противника (тип ударного вертольота потребує уточнення) |
| 46 | 19 жовтня 2022           | Бериславський район Херсонської області            | Підрозділ Херсонської зенітної ракетної бригади ПвК «Південь» близько 10:30 збив вертоліт Ка-52 окупантів. |
| 47 | 22 жовтня 2022           | Бериславський район Херсонської області            | Підрозділ зенітної ракетної Одеської бригади ПвК «Південь» близько 12:00 збив російський вертоліт Ка-52. |
| 48 | 22 жовтня 2022           | Південь України                                    | Близько 16:00 зенітним ракетним підрозділом ПвК «Центр» знищено другий за день російський ударний вертоліт Ка-52 |
| 49 | 24 жовтня 2022           | Бериславський район Херсонської області            | У період 13:00-13:30 підрозділ окремої зенітної ракетної Херсонської бригади Повітряних сил збив один із двох вертольотів Ка-52 противника |
| 50 | 24 жовтня 2022           | Бериславський район Херсонської області            | У період 13:00-13:30 підрозділ окремої зенітної ракетної Одеської бригади Повітряних сил збив один із двох вертольотів Ка-52 противника |
| 51 | 24 жовтня 2022           | Бериславський район Херсонської області            | Близько 21:30 підрозділ окремої зенітної ракетної Херсонської бригади Повітряних сил збив (третій за день на півдні) вертоліт Ка-52 противника |
| 52 | 26 жовтня 2022           | Бериславський район Херсонської області            | Близько 17:00 підрозділ окремої зенітної ракетної Одеської бригади ПвК «Південь» збив російський вертоліт Ка-52 |
| 53 | 27 жовтня 2022           | Херсонська область                                 | Близько 8:00 підрозділ окремої Херсонської зенітної ракетної бригади ПвК «Південь» збив російський вертоліт Ка-52 |
| 54 | 27 жовтня 2022           | Потребує уточнення                                 | Уточнити. В оперативній інформації ГШ ЗСУ зранку 28.10.22 повідомлено про два збиті за добу Ка-52 (один із них — близько 8:00 27 жовтня). |
| 55 | 30 жовтня 2022           | Псковська область Росії, поблизу кордону з Латвією | Близько 22:00 на військовому аеродромі Веретье (база 15-ї бригади армійської авіації) вибухнули два вертольоти Ка-52 та один Мі-8, які перебували в ремонті. За інформацією свідків, було кілька потужних вибухів, які розкидали уламки вертольотів у радіусі 200 метрів. ГУР МОУ повідомляє, що також два вертольоти було пошкоджено. Інформацію підтвердили незалежні джерела.                            |
| 56 | 30 жовтня 2022           | Псковська область Росії, поблизу кордону з Латвією | Близько 22:00 на військовому аеродромі Веретье (база 15-ї бригади армійської авіації) вибухнули два вертольоти Ка-52 та один Мі-8, які перебували в ремонті. За інформацією свідків, було кілька потужних вибухів, які розкидали уламки вертольотів у радіусі 200 метрів. ГУР МОУ повідомляє, що також два вертольоти було пошкоджено. Інформацію підтвердили незалежні джерела.                            |
| 57 | 30 жовтня 2022           | Псковська область Росії, поблизу кордону з Латвією | Близько 22:00 на військовому аеродромі Веретье (база 15-ї бригади армійської авіації) вибухнули два вертольоти Ка-52 та один Мі-8, які перебували в ремонті. За інформацією свідків, було кілька потужних вибухів, які розкидали уламки вертольотів у радіусі 200 метрів. ГУР МОУ повідомляє, що також два вертольоти було пошкоджено. Інформацію підтвердили незалежні джерела.                            |
| 58 | 30 жовтня 2022           | Псковська область Росії, поблизу кордону з Латвією | Близько 22:00 на військовому аеродромі Веретье (база 15-ї бригади армійської авіації) вибухнули два вертольоти Ка-52 та один Мі-8, які перебували в ремонті. За інформацією свідків, було кілька потужних вибухів, які розкидали уламки вертольотів у радіусі 200 метрів. ГУР МОУ повідомляє, що також два вертольоти було пошкоджено. Інформацію підтвердили незалежні джерела.                            |
| 59 | 31 жовтня 2022           | Нова Кам'янка (Бериславський район)                | Російський вертоліт Ка-52 був збитий близько 8:20 зенітним ракетним підрозділом ПвК «Центр» під час його атаки українських позицій. |
| 60 | 31 жовтня 2022           | Бериславський район Херсонської області            | З 18:45 по 18:48 підрозділ зенітної ракетної Одеської бригади ПвК «Південь» збив два російських ударних вертольоти Ка-52. |
| 61 | 31 жовтня 2022           | Бериславський район Херсонської області            | З 18:45 по 18:48 підрозділ зенітної ракетної Одеської бригади ПвК «Південь» збив два російських ударних вертольоти Ка-52. |
| 62 | 4 листопада 2022         | Херсонська область                                 | З 16:00 до 23:50 збито 2 Ка-52 (а також, 11 БПЛА Shahed-136 і 3 БПЛА ОТР) |
| 63 | 4 листопада 2022         | Херсонська область                                 | З 16:00 до 23:50 збито 2 Ка-52 (а також, 11 БПЛА Shahed-136 і 3 БПЛА ОТР) |
| 64 | 10-11 листопада 2022     | Херсонська область                                 | Повідомлення Генштабу ЗСУ зранку 11 листопада |
| 65 | 4 грудня 2022            | Потребує уточнення                                 | Вертоліт збила близько 14:00 Дніпровська зенітна ракетна бригада |
| 66 | 4 січня 2023             | Схід України                                       | З 11:00 по 16:00 на східному напрямку підрозділами зенітних ракетних військ Повітряних сил ЗСУ знищені три російські повітряні цілі, серед яких ударний вертоліт Ка-52 |
| 67 | 8 січня 2023             | Потребує уточнення                                 | Сили оборони України збили три російські вертольоти, серед яких Ка-52. |
| 68 | 11 січня 2023            | Потребує уточнення                                 | Про знищення російського Ка-52 повідомив Генштаб ЗСУ у вечірній оперативній інформації |
| 69 | 18 січня 2023            | Схід України                                       | Російський ударний вертоліт Ка-52 знищений близько 12:00 підрозділом зенітних ракетних військ Повітряних сил ЗСУ |
| 70 | 23 січня 2023            | Схід України                                       | У період часу 10:00-16:00 зенітними ракетними підрозділами ПС ЗСУ знищений російський ударний вертоліт Ка-52 (а також, два штурмовики Су-25, дві керовані авіаційні ракети Х-59 і БПЛА ОТР «Орлан-10») |
| 71 | 24 січня 2023            | Схід України                                       | Три російські ударні вертольоти Ка-52 знищені з 00:00 до 00:30 підрозділами зенітних ракетних військ ПС ЗСУ; вертольоти надавали підтримку штурмовим загонам росіян |
| 72 | 24 січня 2023            | Схід України                                       | Три російські ударні вертольоти Ка-52 знищені з 00:00 до 00:30 підрозділами зенітних ракетних військ ПС ЗСУ; вертольоти надавали підтримку штурмовим загонам росіян |
| 73 | 24 січня 2023            | Схід України                                       | Три російські ударні вертольоти Ка-52 знищені з 00:00 до 00:30 підрозділами зенітних ракетних військ ПС ЗСУ; вертольоти надавали підтримку штурмовим загонам росіян |
| 74 | 25 січня 2023            | Потребує уточнення                                 | Сили оборони за добу (до 6:00) знищили російський вертоліт Ка-52, а також два літаки Су-25 (один — 25.01.23), чотири БПЛА типу «Орлан-10» і один типу «Суперкам» |
| 75 | 15 лютого 2023           | Схід України                                       | Повідомлення Генштабу ЗСУ зранку 16 лютого. |
| 76 | 5 квітня 2023            | Схід України                                       | За повідомленням Генштабу ЗСУ, російський ударний вертоліт знищений «на східному фронті». |
| 77 | 23 травня 2023           | Схід України                                       | За повідомленням Генштабу ЗСУ, минулої доби (23.05.2023) наші воїни знищили ворожий ударний вертоліт Ка-52 |
| 78 | 19 червня 2023           | Донецький напрямок                                 | Вночі на Донецькому напрямку сили ППО знищили ударний вертоліт Ка-52.[джерело?] |
| 79 | 14 серпня 2023           | Бахмутський напрямок                               | Зенітно-ракетний підрозділ Повітряних сил знищив ворожий вертоліт |
| 80 | 17 серпня 2023           | Бахмутський напрямок                               | Вранці захисники збили російський Ка-52 |
| 81 | 17 серпня 2023           | район села Роботиного Запорізької області          | Вранці підрозділ 47 ОМБр збили ворожий Ка-52. |
| 82 | 7 лютого 2024            | район м. Авдіївки Донецької області                | 7 лютого в операційній зоні ОСУВ «Таврія» воїни одного з механізованих підрозділів знищили російський ударний вертоліт Ка-52. Ворожий «Алігатор» з екіпажем був уражений із ПЗРК |
| 83 | 13 травня 2024           | Потребує уточнення                                 | Вертоліт знищили воїни 47 ОМБр |
| 84 | 6 серпня 2024            | Курська область (РФ)                               | За повідомленнями українських ЗМІ, Силами оборони України було знищено ударний вертоліт Ка-52, один з членів екіпажу — загинув. |
| 85 | 10 серпня 2024           | Курська область (РФ)                               | Вертоліт Ка-52 було уражено українськими військовослужбовцями з американського ПЗРК «Стінгер», екіпаж було ліквідовано. |
| 86 | 7 листопада 2024         | передній край оборони (не уточнено)                | Вертоліт Ка-52 був збитий на передньому краї оборони за допомогою FPV-дрона, загинув один член екіпажу (командира вертольота), штурману — вдалося вижити. |

Загалом станом на червень 2023 року редакторами групи Oryx було знайдено фото та відео свідчення втрати російськими загарбниками 35 одиниць Ка-52. Станом на 25 жовтня 2022 року Британська військова розвідка мала підтверджені дані про знищення щонайменше 23 вертольотів цього типу, що становить понад 25 % парку російських ПКС із 90 одиниць Ка-52 і майже половину загальних втрат російських вертольотів в Україні.

## Оператори
- Єгипет:
  - У 2015 році Єгипет погодився придбати 46 гелікоптерів Ка-52, станом на 2018 рік було отримано щонайменше 12 апаратів. У 2018 році стало відомо, що через виявлені технічні проблеми (втрата потужності двигунами за умов спекотного клімату, несправності авіоніки, системи навігації та інфрачервоних камер) при експлуатації російських вертольотів Єгипетський уряд вирішив придбати у Сполучених Штатах 10 вертольотів AH-64E Apache[111]. Станом на 2024 рік всі 46 вертольотів було поставлено в Єгипет[112]
- Росія:
  - ВПС Росії — близько 62 Ка-52 та 20 Ка-52М, станом на 2025 рік[113]

## Зображення

Ка-52 на виставці «100 років ВПС Росії»
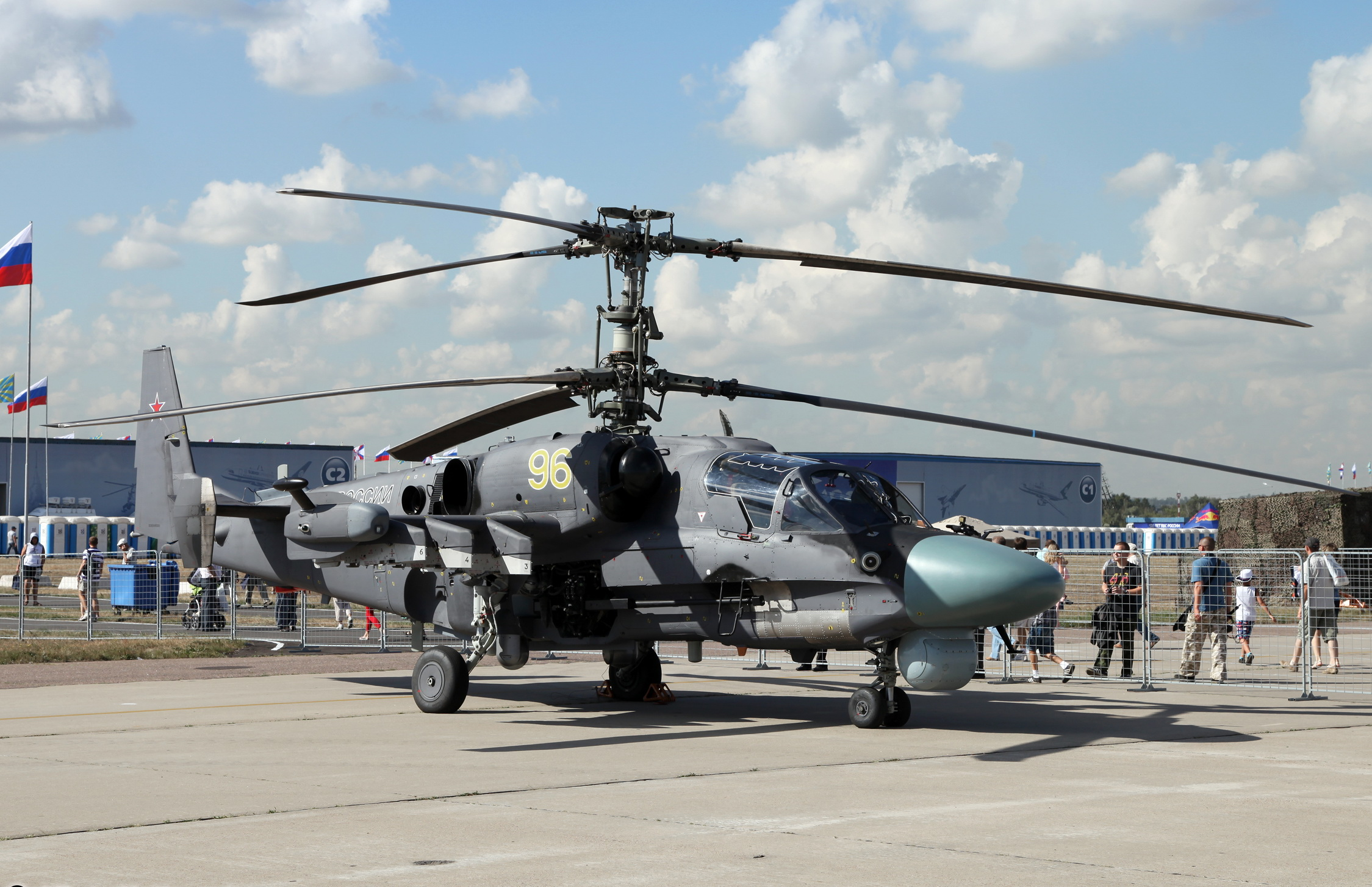
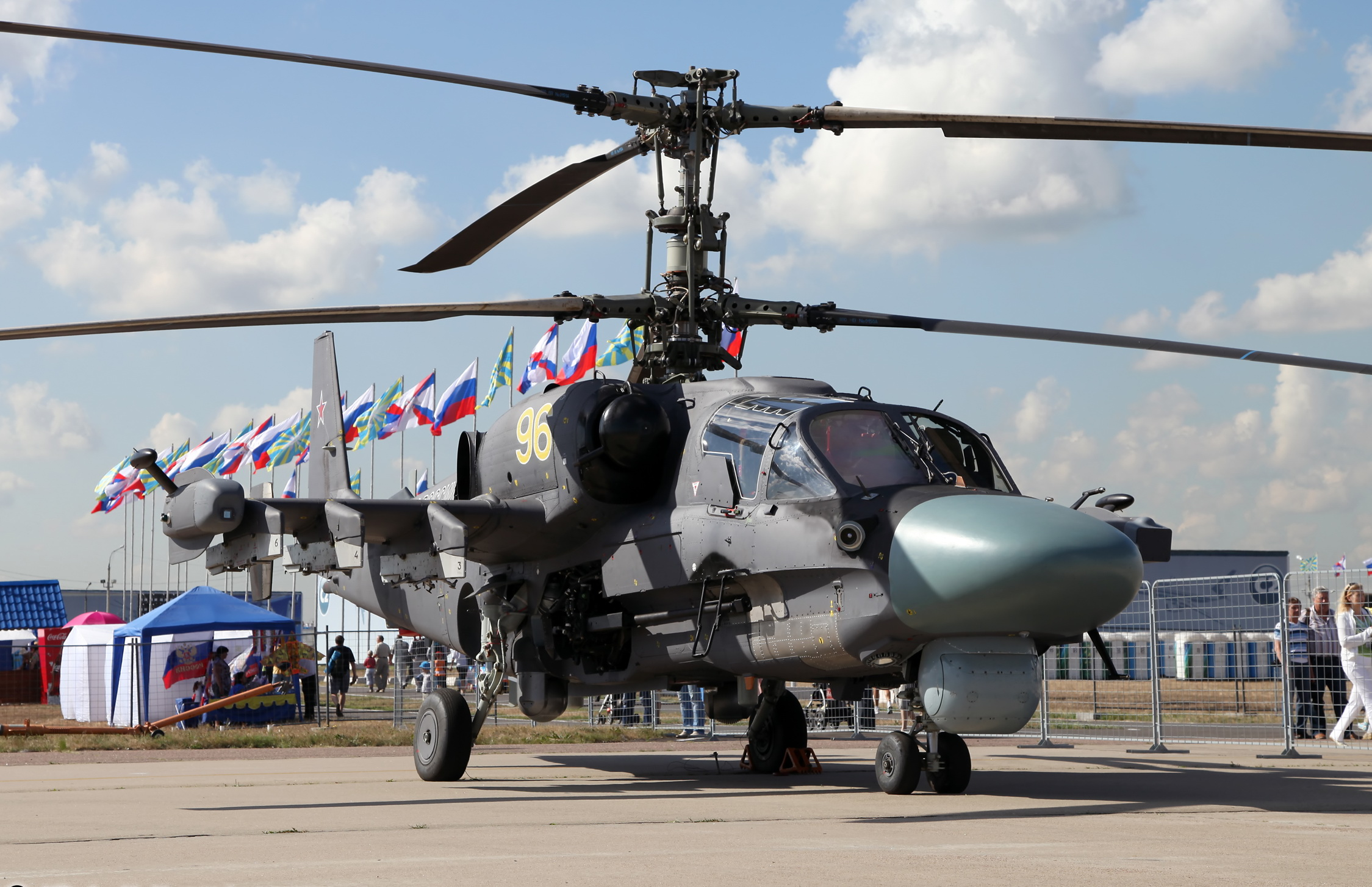
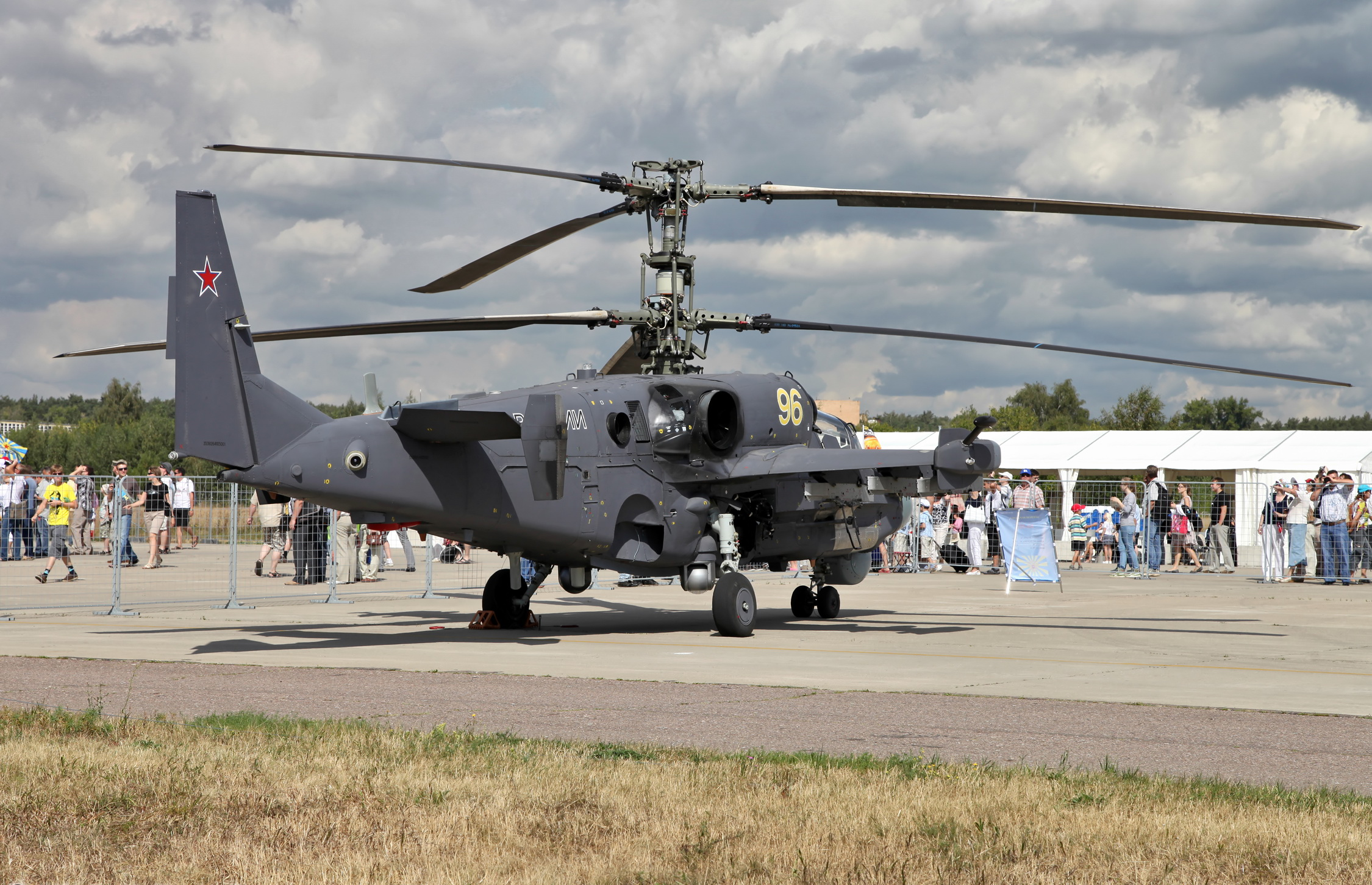

Двигун ВК-2500П/ПС для Ка-52
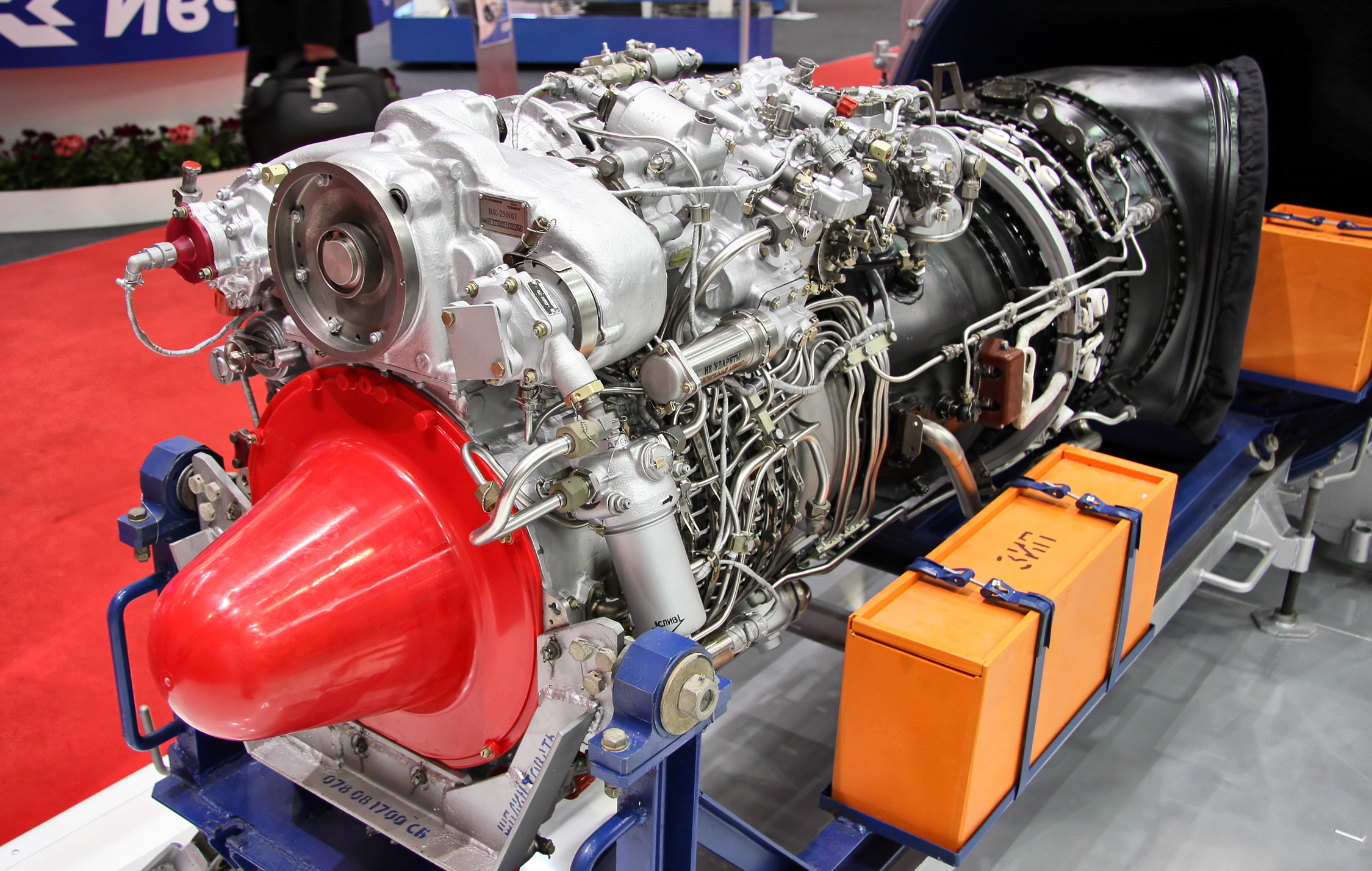
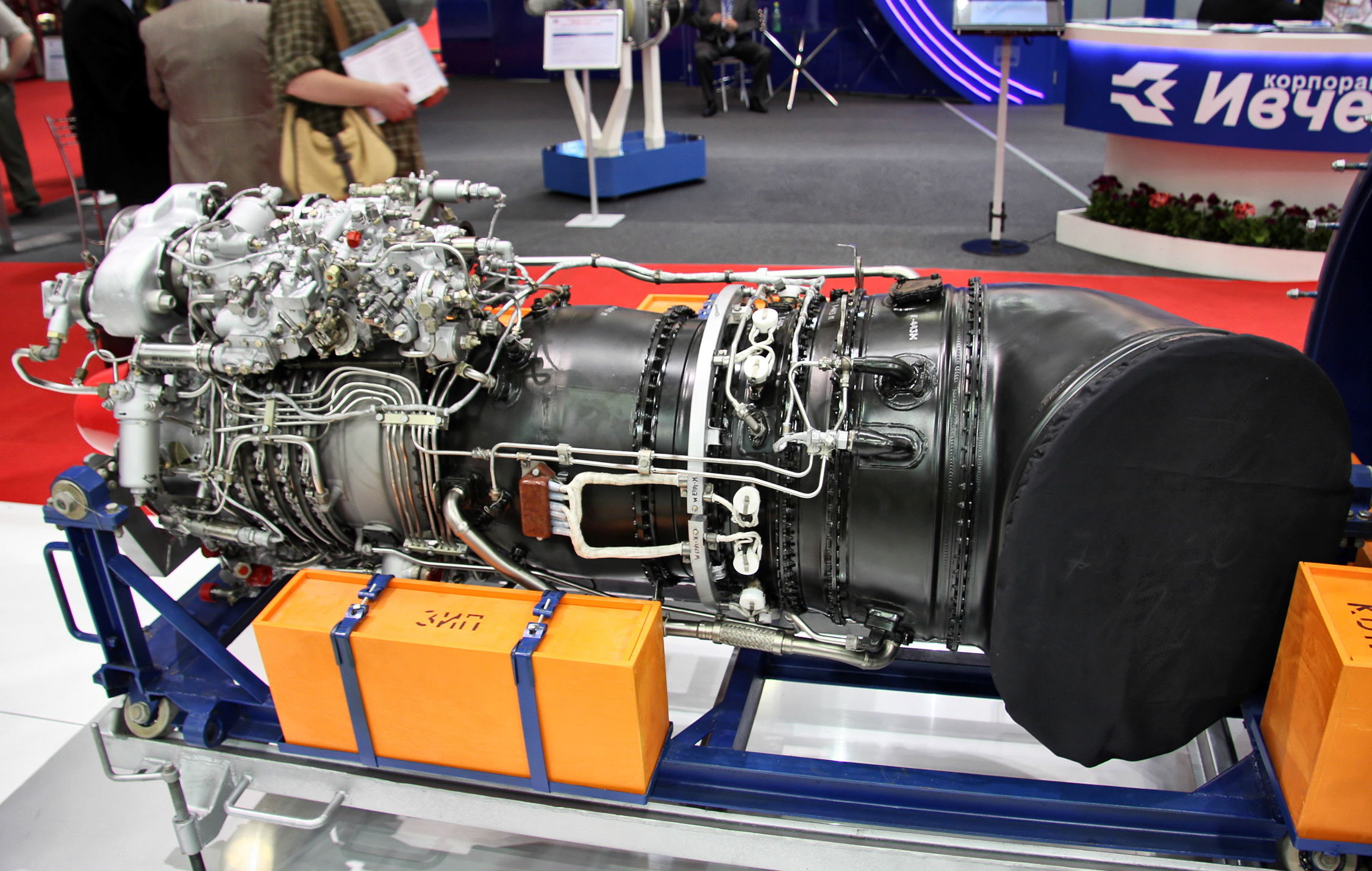
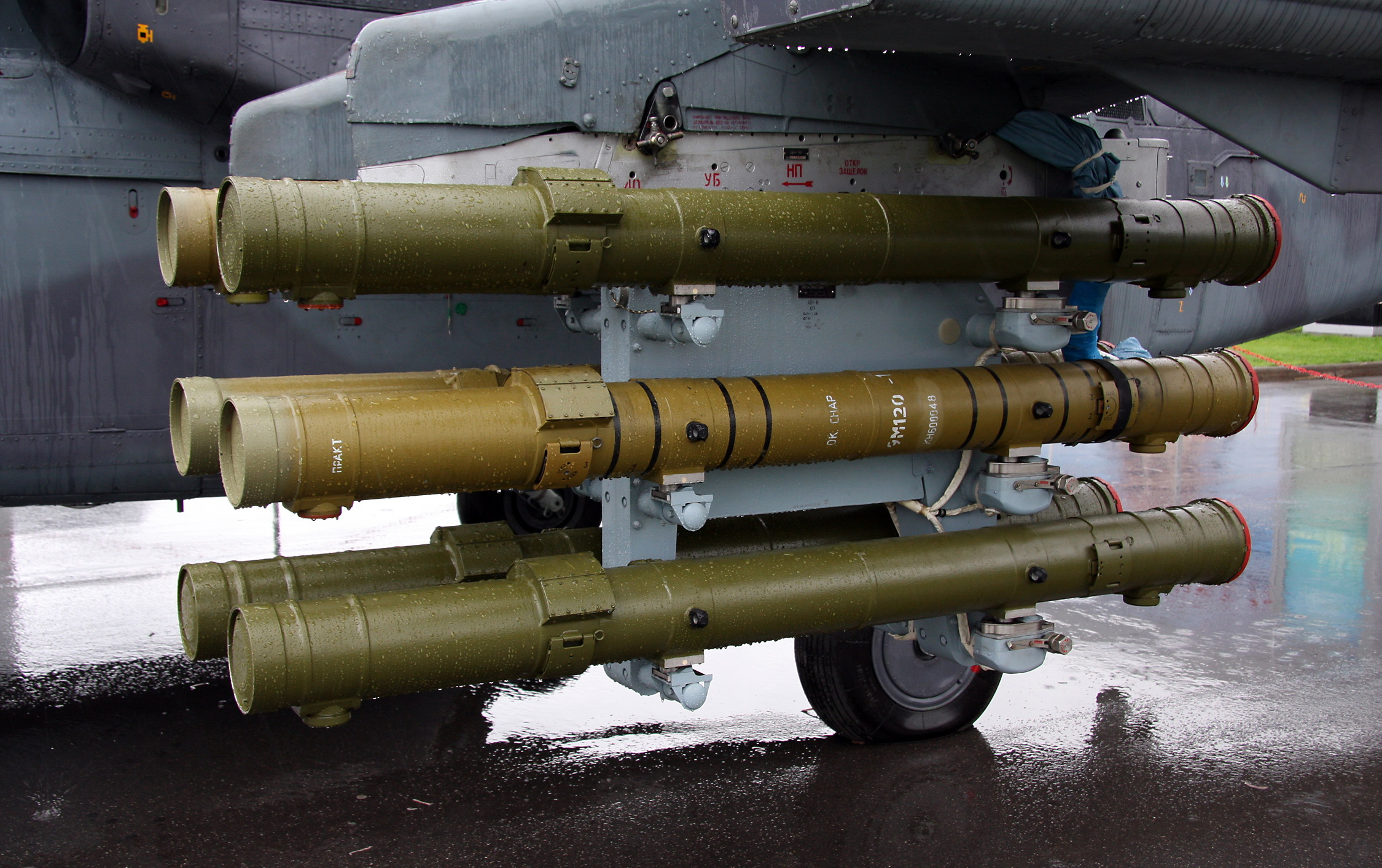
ПТКР 9М120 «Атака»

Ка-52 на МАКС-2009
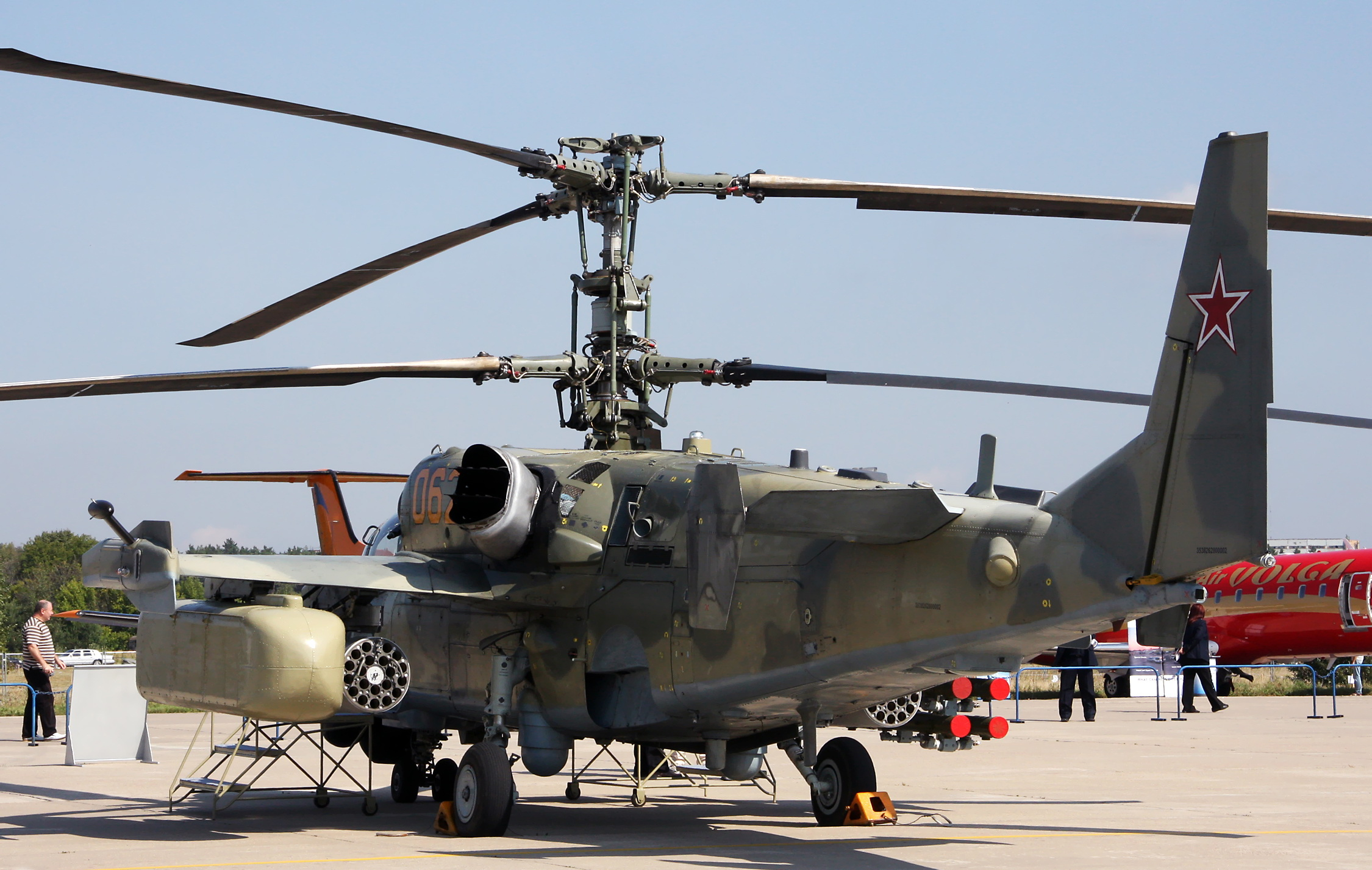
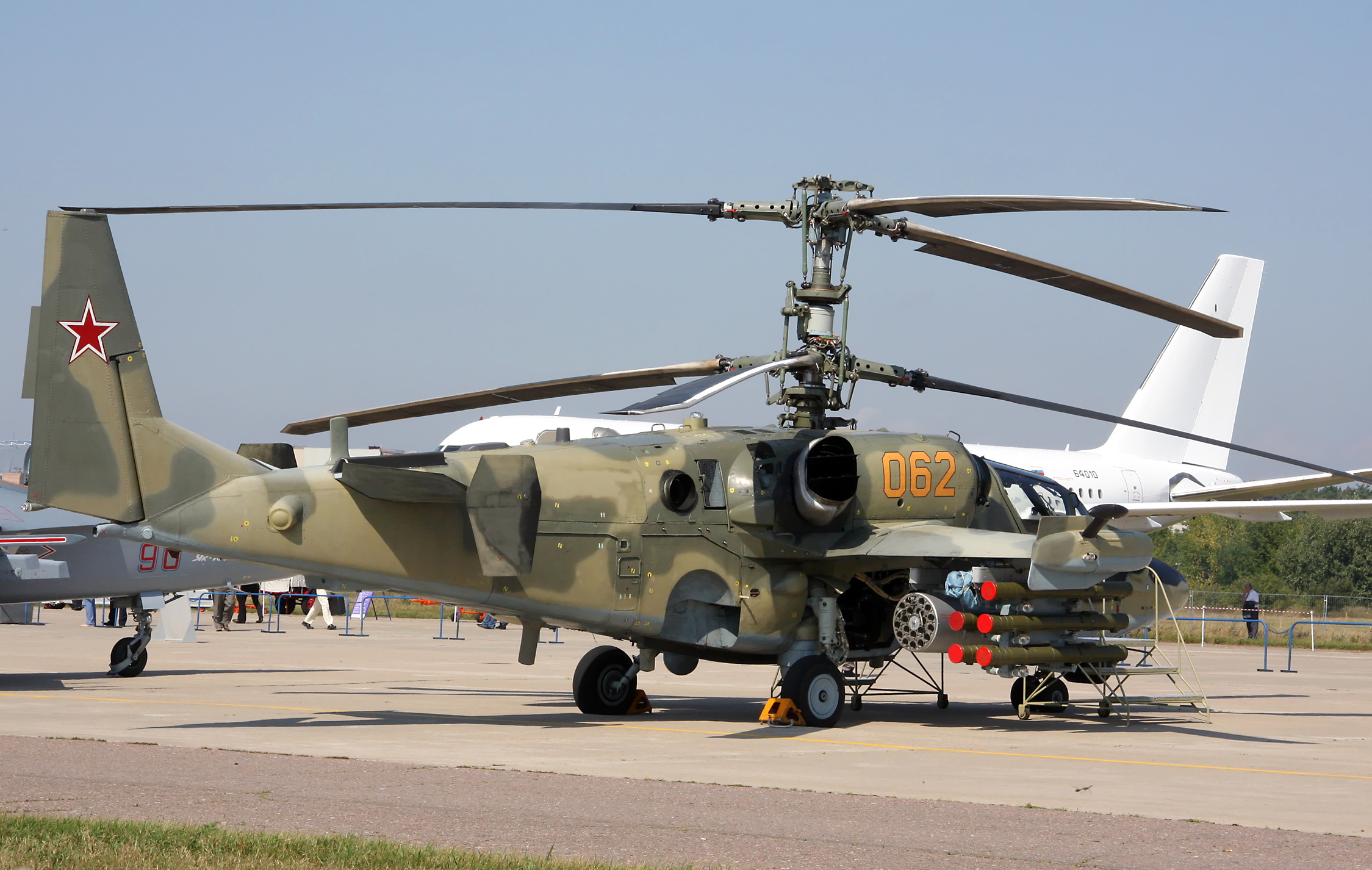
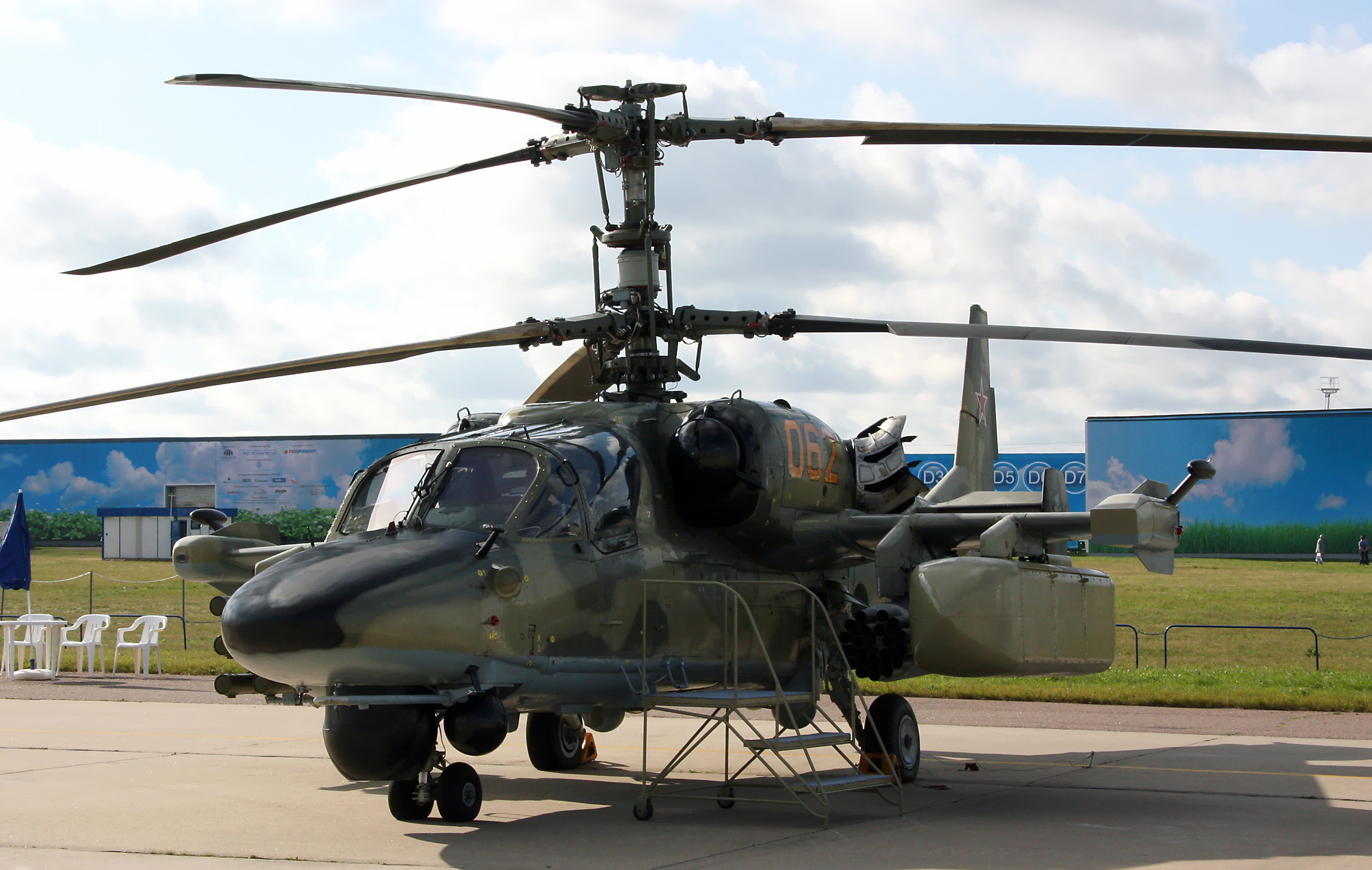
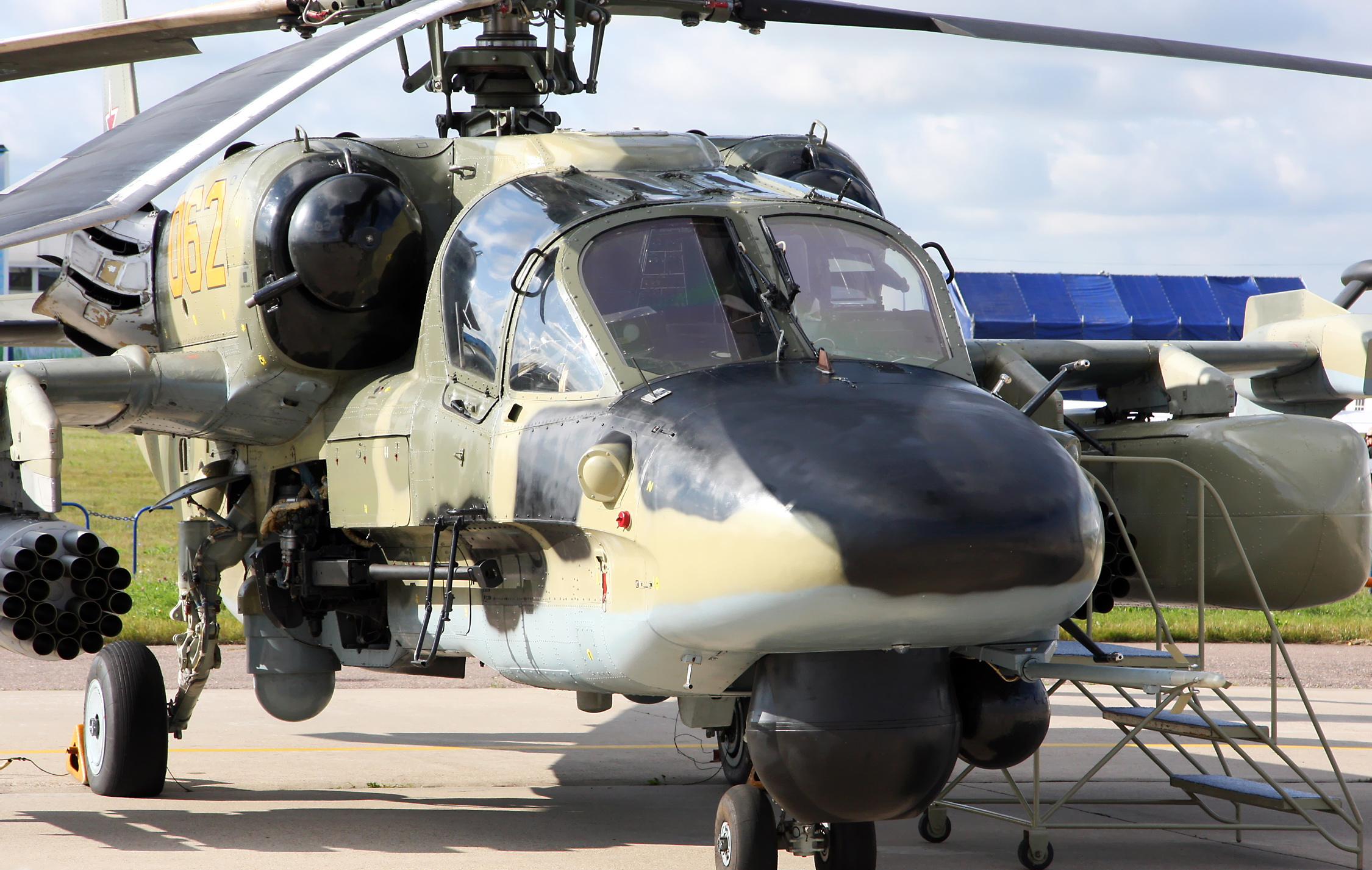
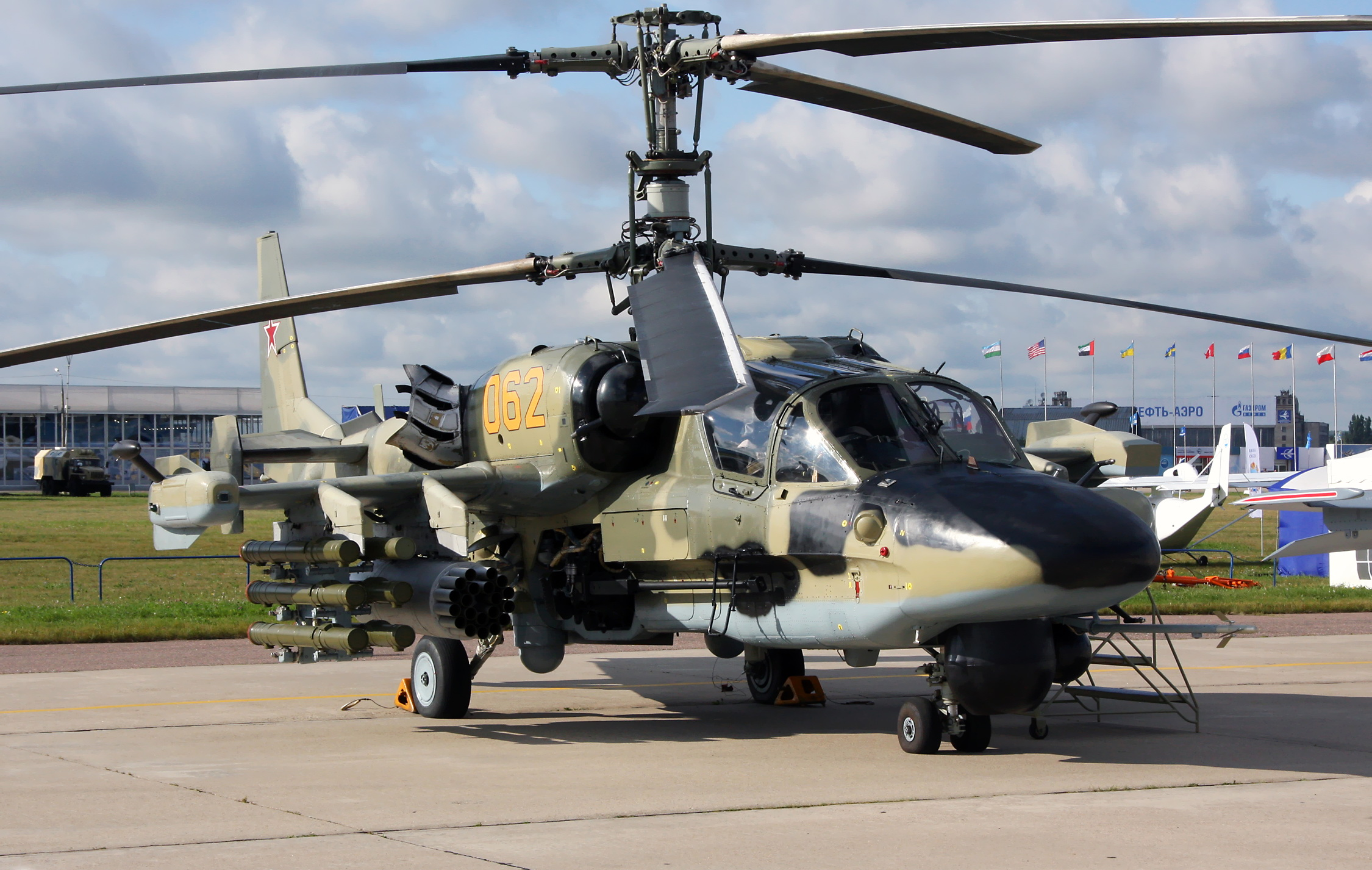